# Vereinigung der Diplomrechtspflegerinnen und Diplomrechtspfleger Österreichs
Die Vereinigung der Diplomrechtspflegerinnen und Diplomrechtspfleger Österreichs – VDRÖ ist ein im zentralen Vereinsregister eingetragener Verein.
Die VDRÖ ist politisch unabhängig und bezweckt die Wahrung und Förderung des Ansehens des Rechtspflegerberufs, unterstützt die Entwicklung der modernen Rechtspflege und fördert Austausch beruflicher Erfahrungen der einzelnen Sparten der österreichischen Rechtspflege sowie den Austausch und Kontakt mit Rechtspflegern oder gleichartigen Berufsgruppen anderer Länder.
Die Vereinigung der Diplomrechtspflegerinnen und Diplomrechtspfleger Österreichs ist die fachliche Interessensvertretung der österreichischen Rechtspfleger.

## Aufgaben und Tätigkeiten
Der Vereinszweck der VDRÖ soll durch Vorträge, Versammlungen, Herausgabe von Publikationen aller Art, Errichtung eines Archivs von Rechtsmittelentscheidungen, Errichtung und Betrieb einer Homepage, Abhaltung von Studienreisen, Verfassen von Stellungnahmen zu Gesetzesnovellen, Mitarbeit in Arbeitsgruppen zur Weiterentwicklung der Rechtspflege in Österreich und in Europa sowie Veranstaltung und Organisation von Seminaren erreicht werden.
Mittlerweile verfügt die Interessensvereinigung über mehr als 8.000 online abrufbare Rechtsmittelentscheidungen (OGH, OLG, LG). Die Mitgliedschaft ist kostenpflichtig.
Der Verein ist ordentliches Mitglied in der Europäischen Union der Rechtspfleger (EUR), hat den Sitz in Wien und erstreckt ihre Tätigkeiten auf das gesamte Bundesgebiet Österreichs.
Die Funktionsperiode des Vorstands beträgt vier Jahre. Wahlberechtigt sind alle ordentlichen Mitglieder.
Im Jahre 2024 wurde – in dritter Auflage – die Broschüre mit dem Titel "Diplomrechtspfleger:innen - unbekannte Wesen" herausgegeben, die auf der Homepage downloadbar ist. 
2017 wurde ein Imagefilm über Diplomrechtspfleger:innen erstellt, der ebenfalls auf der Homepage ersichtlich ist. 
Auf Personalvertretungsebene arbeitet die VDRÖ mit dem Zentralausschuss und den einzelnen Fachausschüssen bei den Oberlandesgerichten zusammen, denen die Personalvertretung obliegt.

## Vorstand
Der Vorstand (Funktionsperiode bis 2026) setzt sich wie folgt zusammen: 
- Walter Szöky – Präsident
- Ute Holzer-Stern - Vizepräsidentin
- Dagmar Weiß - Schriftführerin
- Raphael Finster - Kassier
- Wilhelm Birnbauer - Vorstand
- Stefan Damböck - Vorstand
- Chlodwig Dietrich - Vorstand
- Raimund Hiti-Kölich - Vorstand
- Harald Prohaska - Vorstand
- Ines Steiner - Vorstand